# التاريخ البحري للصومال

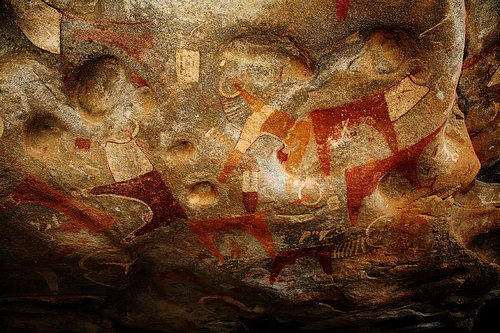

يشير مصطلح التاريخ البحري للصومال إلى تقليد الإبحار عند الصوماليين. ويضمّ مراحل متعددة من تقنيات الإبحار الصومالية، وبناء السفن وتصميمها، وكذلك تاريخ الموانئ الصومالية. ويغطّي المصطلح كذلك الطرق البحرية التاريخية التي اتخذها الملّاحون الصوماليون التي حافظت على الشركات التجارية للممالك والإمبراطوريات الصومالية التاريخية، بالإضافة إلى الحضارة البحرية المعاصرة في الصومال.
في العصور القديمة، كان أسلاف الشعب الصومالي رابطًا مهمًّا في القرن الإفريقي يصل التجارة في المنطقة ببقية العالم القديم. كان البحّارة الصوماليون المورّدين الأساسيّين للُّبان والمرّ والتوابل، وهي سِلَع كانت يعتبرها المصريّون القدماء والفينيقيّون والميسينيّون والبابليّون رفاهيةً غالية الثمن. في الفترة الكلاسيكيّة، نافست عدة دول مدن قديمة مثل أوبون وموسيلون ومالاو السبئيين والفرثيين والأكسوميين لأن التجارة الهندو الإغريقية الرومانية ازدهرت في الصومال أيضا. في العصور الوسطى، سيطرت عدّة إمبراطوريات صومالية قوية على التجارة في المنطقة، وشملت هذه السيطرة تجارة سلطنة الأجوران التي حافظت على علاقات بحرية ربحية مع شبه الجزيرة العربية والهند والبندقيّة وفارس ومصر والبرتغال وحتّى الصين. استمرّ تقليد التجارة البحرية في الفترة الحديثة المبكرة، وكانت مدينة بربرة الميناء الأبرز في القرنين الثامن عشر والتاسع عشر.

## العصور القديمة
في العصور القديمة، كانت لمملكة بنط التي يعتقد عدّة باحثين في علوم المصريّات أنها تقع في منطقة الصومال الحالية علاقة تجارية قوية مع المصريين القدماء وكانت تصدّر لهم موارد طبيعيّة ثمينة كالمرّ واللبان والصمغ. استمرت هذه الشبكة التجارية حتى الفترة الكلاسيكية. اشتركت دول المدن في موسيلون ومالاو ومندس وتاباي في الصومال في شبكة تجارية رابحة تصل التجّار الصوماليين بفينيقيا ومصر البطليموسيّة، واليونان، وفارس الفرثيّة، وسبأ، والنبطيّة والإمبراطورية الرومانية. استعمل الملّاحة الصوماليون الزورق الصومالي القديم المعروف باسم «البدن» لينقلوا بضائعهم.
بعد احتلال الروم لمملكة الأنباط، والوجود البحريّ الروماني في عدن لمكافحة القراصنة، منع التجّار العرب والصوماليون التجار الهنديين من التجارة في الموانئ الحرّة في شبه الجزيرة العربية، بسبب الوجود الروماني القريب. مع ذلك، فقد استمرّوا في التجارة في الموانئ الصومالية لأنها كانت بعيدة عن أي تهديد أو تجسّس روماني. كان الهدف من منع السفن الهندية من الدخول إلى المدن العربية هو حماية الممارسات التجارية الاستغلالية للتجّار العرب والصومال وإخفاؤها في التجارة بين البحر الأحمر والبحر الأبيض المتوسط. جلب التجّار الهنديّون على مدى عقود كميّات كبيرة من القرفة من سيلان والشرق الأقصى إلى الصومال وشبه الجزيرة العربية. يُقال إن هذا هو السرّ الذي أخفاه التجّار العرب والصوماليّون في تجارتهم مع العالم الروماني والإغريقي. اعتقد الرومان والإغريق أنّ مصدر القرفة كان شبه الجزيرة الصومالية، ولكن الحقيقة كانت أنّ هذا المنتج الثمين قد جاءت به السفن الهندية إلى الصومال. وعن طريق التجّار العرب والصوماليين كانت تُصدَّر القرفة الهندية والصينية بأسعار أغلى بكثير إلى شمال إفريقيا والشرق الأدنى وأوروبا، لا سيما التجار الصوماليين الذين نقلوا كمّيّات كبيرة عبر الطرق البرية والبحرية القديمة.
كان الملّاحة الصوماليون واعين بأمر الرياح الموسمية في منطقتهم، وكانوا يستفيدون منها لإيصالهم إلى موانئ المحيط الهندي والبحر الأحمر. طوّر هؤلاء الملّاحة كذلك طريقة مفهومة للتعرّف إلى جزر المحيط الهندي التي كانت في نطاق ملاحتهم. وكانوا يسمّون الأرخبيلات أو مجموعات الجزر باسم أهم الجزر فيها من وجهة النظر الصوماليّة.

## العصور الوسطى
في خلال حكم الأجورانيين ازدهرت السلطنات والجمهوريات في ميركا ومقديشو وباراوا وهوبيو، وازدهرت الموانئ في هذه المدن كذلك، وكان لها علاقات تجارية رابحة بالسفن التي كانت ترسلها إلى شبه الجزيرة العربية والهند والبندقية وفارس والبرتغال حتّى الصين.
في القرن السادس عشر، لاحظ دوارتي باربوسا أنّ كثيرا من السفن من مملكة كامبايا في الهند تبحر نحو مقديشو بالحرير والتوابل، وتأخذ مقابلا لها الذهب والشمع والعاج. كانت مقديشو -التي كانت مركز صناعة النسيج المزدهرة المعروفة باسم طوب بنادير (وكانت مخصوصة للمتاجر في مصر وسوريا)-، هي وميركا وباراوا مواقف عبور للتجّار السواحيليين والمالينديين ولتجارة الذهب من كِلوَة. كانت التجارة مع مضيق هرمز بالاتجاهين، وجاء التجّار اليهود بنسيجهم الهندي وفواكههم إلى الشاطئ الصومالي ليحصلوا على الحبوب والخشب مقابلًا لها. تأسّست العلاقات التجارية مع مالاكا في القرن الخامس عشر، وكان القماش والعنبر والخزف هي السلع المتبادلة الرئيسة. صدّر التجّار الصوماليّون الزرافات والحمر الوحشية والبخور إلى إمبراطورية مينغ في الصين، وهو ما جعلهم قادة التجارة بين آسيا وأفريقيا، ولهذا تأثرت اللغة الصينية بالصومالية والعكس بالعكس. استعمل التجّار الهنديون من سورت والتجار الإفريقيون الجنوبيون الشرقيون من جزيرة بيت الموانئ الصومالية في ميركا وباراوا، ليتجاوزوا الحصار البرتغالي والتدخل العماني، إذ كان هذا الميناءان خارج حدود سيطرة هاتين الدولتين، ليتاجروا بأمان وبلا تدخّل أجنبي.
في الفترة نفسها أبحر التجّار الصوماليّون إلى القاهرة ودمشق والمخا ومومباسا وعدن ومدغشقر وحيدرأباد وجزر المحيط الهندي والبحر الأحمر، وأسّسوا مجتمعاتٍ صومالية على طول طريقهم. أنتجت هذه الأسفار أفرادا مهمين مثل العالِمَيْن المسلمين عثمان بن علي الزيلعي في مصر، وعبد العزيز المقديشي في المالديف، وكذلك المستكشف سعيد المقديشي، الذي سافر عبر العالم الإسلامي وزار الصين والهند في القرن الرابع عشر.

## التقنيّات والمعدّات
- البدن: أوّل قارب صومالي قديم لم يزل إلى اليوم أطول القوارب المخيطة حياةً في شرق أفريقيا والعالم. تتفرّد الصومال بتصميم هذا القارب، ويختلف عن القوارب المخيطة الأخرى في شبه الجزيرة العربية وجنوب الهند والجزر المجاورة. يبلغ متوسّط طول البدن عشرة أمتار أو أكثر ويُقَوّى بحافة متينة معلقة بدُسُر خشبيّة. استعمل الصيّادون الصوماليون كذلك مراسي حجرية ليمنعوا قواربهم من أن تُسحب إلى الشاطئ  أثناء الاصطياد.
- المنارات: شجّع موقع الصومال الاستراتيجي التاريخي في أقدم ممرات العالم البحري القديم وأكثرها عملًا صناعة المنارات لتنظيم الإبحار بالسفن وضمان دخول السفن التجارية إلى موانئ البلد دخولًا آمنًا.
- الساعات الرمليّة: كانت الساعات الرمليّة تستعمل في السفن الصوماليّة من أجل ضبط الوقت.